# Kesswil
Kesswil is een gemeente en plaats in het Zwitserse kanton Thurgau en maakt deel uit van het district Arbon.

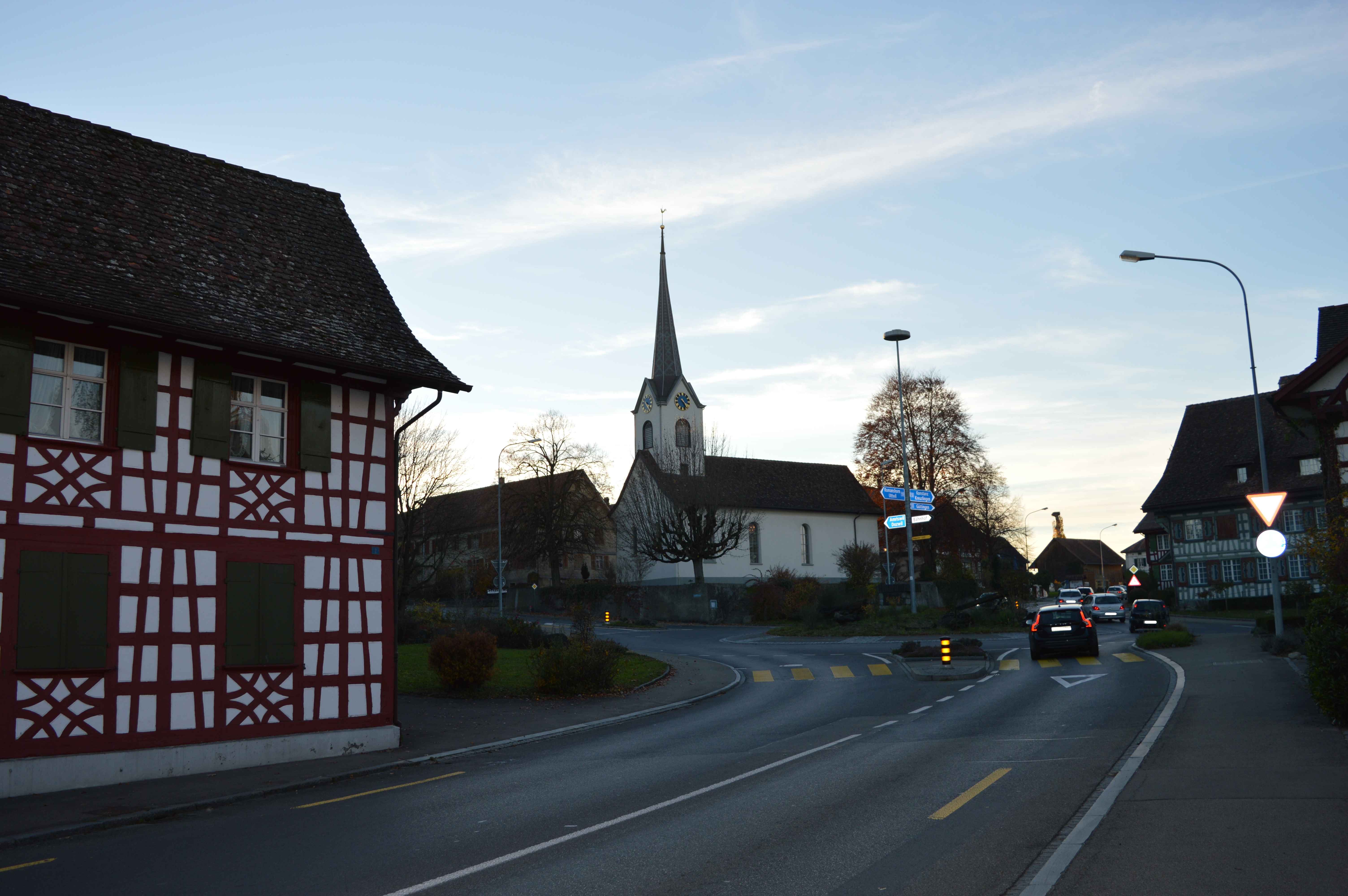
Kesswil

Kesswil telt 926 inwoners.

## Geboren
- Carl Gustav Jung (1875-1961), Zwitsers psychiater en psycholoog